# Germán Villa
Pour les articles homonymes, voir villa (homonymie) et Castañeda.
Germán Villa Castañeda, né le 2 avril 1973 à Mexico, est un footballeur mexicain évoluant au poste de milieu de terrain.

## Carrière
Villa évolue de 1991 à 2009 au Club América, disputant plus de 400 matchs et remportant plusieurs Championnats du Mexique, une Supercoupe de Mexique et la Coupe des géants de la CONCACAF. Durant cette période, il est prêté à trois reprises : en Espagne à l'Espanyol Barcelone en 1998 et au Club Necaxa en 1999 et de 2008 à 2009. Il rejoint ensuite le Querétaro FC en 2010 et est prêté durant la même année au CD Irapuato.
En équipe du Mexique de football, il participe à la Coupe du monde de football de 1998, et remporte la Coupe des confédérations 1999. Dans son palmarès figurent aussi les Gold Cup 1996 et 1998.